# Krali Bimbalov
Krali Bimbalov (né le 1er novembre 1934) est un lutteur bulgare spécialiste de la lutte gréco-romaine. Il participe aux Jeux olympiques d'été de 1960 et aux Jeux olympiques d'été de 1964 en combattant dans la catégorie des poids mi-lourds (79-87 kg). Il remporte la médaille d'argent.

## Palmarès

### Jeux olympiques
- Jeux olympiques de 1960 à Rome,  Italie
  -  Médaille d'argent.